# Freebird Airlines
Freebird Airlines je turecká charterová letecká společnost sídlící v Istanbulu. Byla založena v červnu roku 2000. Dne 5. dubna 2001 zahájila svůj první komerční let. Zpočátku operovala s flotilou tří letadel McDonnell Douglas MD-83.

## Freebird Airlines Europe
Freebird Airlines Europe (MI) zahájila lety v Evropě 20. února 2019 jako dceřiná letecká společnost Freebird Airlines.

## Flotila
Flotila Freebird Airlines k červnu 2024:
| Registrace                    | Letadlo         | Počet |
| ----------------------------- | --------------- | ----- |
| Freebird Airlines (FH)        | Airbus A320-200 | 12    |
| Freebird Airlines Europe (MI) | Airbus A320-200 | 3     |
| Celkem                        |                 | 15    |